# Championnat de la ligue de snooker 2021
Le Championnat de la ligue 2021, 16e édition de ce tournoi professionnel de snooker ne comptant pas pour le classement mondial, a eu lieu du 4 janvier au 1er avril 2021 à la Marshall Arena de Milton Keynes en Angleterre.

## Déroulement

### Contexte avant le tournoi
Le tournoi est organisé en sept groupes de sept joueurs chacun. Chaque joueur qui remporte son groupe est qualifié pour le groupe des vainqueurs. La ligue regroupe 27 joueurs (25 à l'origine et deux substituts à la suite de désistements) qui obtiennent leur place par invitation. Le tournoi est sponsorisé par le bookmaker BetVictor.
Le tenant du titre est Scott Donaldson, qui avait remporté son premier tournoi en tant que professionnel l'an passé.

### Faits marquants
Le premier jour du tournoi, Stuart Bingham réalise le huitième break maximal (147) de sa carrière lors de la deuxième frame du match l'opposant à Thepchaiya Un-Nooh.
Kyren Wilson défend son titre avec succès en réalisant 23 centuries tout au long du tournoi, dépassant d'une unité le record précédent. Il a battu Mark Williams en finale par 3 manches à 2 alors qu'il était mené 2 à 0, tout comme en demi-finales face à John Higgins.

## Répartition des prix
Groupes 1 à 7 :
- Vainqueur : 3 000 £
- Finaliste : 2 000 £
- Demi-finalistes : 1 000 £
- Manches gagnées (pendant la phase en groupe) : 100 £
- Manches gagnées (pendant les play-offs) : 300 £
- Meilleur break : 500 £

Groupe des vainqueurs :
- Vainqueur : 10 000 £
- Finaliste : 5 000 £
- Demi-finalistes : 3 000 £
- Manches gagnées (pendant la phase en groupe) : 200 £
- Manches gagnées (pendant les play-offs) : 300 £
- Meilleur break : 1 000 £

Dotation totale : 181 700 £ (dépend du nombre de manches disputées)

## Groupe 1 (4–5 janvier)[5]

### Matchs
| - John Higgins 3–2 Stuart Bingham - Michael Holt 1–3 Thepchaiya Un-Nooh - John Higgins 3–0 Gary Wilson - Zhou Yuelong 2–3 Graeme Dott - Stuart Bingham 3–2 Michael Holt - Gary Wilson 2–3 Graeme Dott - John Higgins 3–1 Michael Holt | - Thepchaiya Un-Nooh 2–3 Zhou Yuelong - Michael Holt 1–3 Gary Wilson - Stuart Bingham 3–0 Thepchaiya Un-Nooh - Gary Wilson 3–2 Zhou Yuelong - John Higgins 3–2 Graeme Dott - Thepchaiya Un-Nooh 2–3 Graeme Dott - Stuart Bingham 2–3 Zhou Yuelong | - Thepchaiya Un-Nooh 3–2 Gary Wilson - Michael Holt 0–3 Zhou Yuelong - Stuart Bingham 3–2 Gary Wilson - Michael Holt 1–3 Graeme Dott - John Higgins 0–3 Zhou Yuelong - Stuart Bingham 3–1 Graeme Dott - John Higgins 3–0 Thepchaiya Un-Nooh |

### Tableau
| Pos. | Joueur             | J | G | P | Fp | Fc | D   |                                               |
| ---- | ------------------ | - | - | - | -- | -- | --- | --------------------------------------------- |
| 1    | John Higgins       | 6 | 5 | 1 | 15 | 8  | +7  | Qualification pour les play-offs du groupe 1. |
| 2    | Zhou Yuelong       | 6 | 4 | 2 | 16 | 10 | +6  | Qualification pour les play-offs du groupe 1. |
| 3    | Stuart Bingham     | 6 | 4 | 2 | 16 | 11 | +5  | Qualification pour les play-offs du groupe 1. |
| 4    | Graeme Dott        | 6 | 4 | 2 | 15 | 13 | +2  | Qualification pour les play-offs du groupe 1. |
| 5    | Gary Wilson        | 6 | 2 | 4 | 12 | 15 | -3  | Qualification pour le groupe 2.               |
| 6    | Thepchaiya Un-Nooh | 6 | 2 | 4 | 10 | 15 | -5  | Élimination de la compétition.                |
| 7    | Michael Holt       | 6 | 0 | 6 | 6  | 18 | -12 | Élimination de la compétition.                |

### Play-offs
|  | Demi-finales au meilleur des 5 manches | Demi-finales au meilleur des 5 manches |   |  | Finale au meilleur des 5 manches | Finale au meilleur des 5 manches |  |
|  |                                        |                                        |   |  |                                  |                                  |  |
|  | John Higgins                           | 3                                      |   |  |                                  |                                  |  |
|  | Graeme Dott                            | 1                                      |   |  |                                  |                                  |  |
|  |                                        |                                        |   |  | John Higgins                     | 2                                |  |
|  |                                        | Zhou Yuelong                           | 3 |  |                                  |                                  |  |
|  | Stuart Bingham                         | 0                                      |   |  |                                  |                                  |  |
|  | Zhou Yuelong                           | 3                                      |   |  |                                  |                                  |  |

## Groupe 2 (6–7 janvier)[6]

### Matchs
| - Kyren Wilson 3–1 Scott Donaldson - Matthew Selt 3–1 Gary Wilson - Kyren Wilson 0–3 Graeme Dott - Stuart Bingham 2–3 John Higgins - Matthew Selt 1–3 Scott Donaldson - Graeme Dott 2–3 John Higgins - Kyren Wilson 1–3 Matthew Selt | - Gary Wilson 3–1 Stuart Bingham - Matthew Selt 3–1 Graeme Dott - Scott Donaldson 3–0 Gary Wilson - Graeme Dott 3–2 Stuart Bingham - Kyren Wilson 2–3 John Higgins - Gary Wilson 1–3 John Higgins - Scott Donaldson 3–1 Stuart Bingham | - Gary Wilson 1–3 Graeme Dott - Matthew Selt 1–3 Stuart Bingham - Scott Donaldson 3–2 Graeme Dott - Matthew Selt 3–0 John Higgins - Kyren Wilson 3–2 Stuart Bingham - Kyren Wilson 2–3 Gary Wilson - Scott Donaldson 1–3 John Higgins |

### Tableau
| Pos. | Joueur          | J | G | P | Fp | Fc | D  |                                               |
| ---- | --------------- | - | - | - | -- | -- | -- | --------------------------------------------- |
| 1    | John Higgins    | 6 | 5 | 1 | 15 | 11 | +4 | Qualification pour les play-offs du groupe 2. |
| 2    | Matthew Selt    | 6 | 4 | 2 | 14 | 9  | +5 | Qualification pour les play-offs du groupe 2. |
| 3    | Scott Donaldson | 6 | 4 | 2 | 14 | 10 | +4 | Qualification pour les play-offs du groupe 2. |
| 4    | Graeme Dott     | 6 | 3 | 3 | 14 | 12 | +2 | Qualification pour les play-offs du groupe 2. |
| 5    | Kyren Wilson    | 6 | 2 | 4 | 11 | 15 | -4 | Qualification pour le groupe 3.               |
| 6    | Gary Wilson     | 6 | 2 | 4 | 9  | 15 | -6 | Élimination de la compétition.                |
| 7    | Stuart Bingham  | 6 | 1 | 5 | 11 | 16 | -5 | Élimination de la compétition.                |

### Play-offs
|  | Demi-finales au meilleur des 5 manches | Demi-finales au meilleur des 5 manches |   |  | Finale au meilleur des 5 manches | Finale au meilleur des 5 manches |  |
|  |                                        |                                        |   |  |                                  |                                  |  |
|  | John Higgins                           | 2                                      |   |  |                                  |                                  |  |
|  | Graeme Dott                            | 3                                      |   |  |                                  |                                  |  |
|  |                                        |                                        |   |  | Graeme Dott                      | 3                                |  |
|  |                                        | Scott Donaldson                        | 1 |  |                                  |                                  |  |
|  | Scott Donaldson                        | 3                                      |   |  |                                  |                                  |  |
|  | Matthew Selt                           | 0                                      |   |  |                                  |                                  |  |

## Groupe 3 (8–9 janvier)[7]

### Matchs
| - Mark Selby 3–1 Zhao Xintong - Tom Ford 1–3 Kyren Wilson - Zhao Xintong 3–2 John Higgins - Matthew Selt 0–3 Scott Donaldson - Mark Selby 0–3 Tom Ford - John Higgins 3–1 Scott Donaldson - Zhao Xintong 2–3 Tom Ford | - Kyren Wilson 3–2 Matthew Selt - Tom Ford 2–3 John Higgins - Mark Selby 3–0 Kyren Wilson - John Higgins 3–0 Matthew Selt - Zhao Xintong 3–2 Scott Donaldson - Kyren Wilson 3–2 Scott Donaldson - Mark Selby 0–3 Matthew Selt | - Kyren Wilson 1–3 John Higgins - Tom Ford 0–3 Matthew Selt - Mark Selby 3–2 John Higgins - Tom Ford 3–1 Scott Donaldson - Zhao Xintong 3–2 Matthew Selt - Mark Selby 2–3 Scott Donaldson - Zhao Xintong 1–3 Kyren Wilson |

### Tableau
| Pos. | Joueur          | J | G | P | Fp | Fc | D  |                                               |
| ---- | --------------- | - | - | - | -- | -- | -- | --------------------------------------------- |
| 1    | John Higgins    | 6 | 4 | 2 | 16 | 10 | +6 | Qualification pour les play-offs du groupe 3. |
| 2    | Kyren Wilson    | 6 | 4 | 2 | 13 | 12 | +1 | Qualification pour les play-offs du groupe 3. |
| 3    | Zhao Xintong    | 6 | 3 | 3 | 13 | 15 | -2 | Qualification pour les play-offs du groupe 3. |
| 4    | Tom Ford        | 6 | 3 | 3 | 12 | 12 | 0  | Qualification pour les play-offs du groupe 3. |
| 5    | Mark Selby      | 6 | 3 | 3 | 11 | 12 | -1 | Qualification pour le groupe 4.               |
| 6    | Scott Donaldson | 6 | 2 | 4 | 12 | 14 | -2 | Élimination de la compétition.                |
| 7    | Matthew Selt    | 6 | 2 | 4 | 10 | 12 | -2 | Élimination de la compétition.                |

### Play-offs
|  | Demi-finales au meilleur des 5 manches | Demi-finales au meilleur des 5 manches |   |  | Finale au meilleur des 5 manches | Finale au meilleur des 5 manches |  |
|  |                                        |                                        |   |  |                                  |                                  |  |
|  | John Higgins                           | 3                                      |   |  |                                  |                                  |  |
|  | Tom Ford                               | 2                                      |   |  |                                  |                                  |  |
|  |                                        |                                        |   |  | John Higgins                     | 3                                |  |
|  |                                        | Kyren Wilson                           | 0 |  |                                  |                                  |  |
|  | Kyren Wilson                           | 3                                      |   |  |                                  |                                  |  |
|  | Zhao Xintong                           | 1                                      |   |  |                                  |                                  |  |

## Groupe 4 (8–9 février)[8]
Bien qu'il a terminé en 3e position du groupe 3, Zhao Xintong s'est retiré du tournoi.

### Matchs
| - Judd Trump 3–0 Mark Williams - Mark Selby 3–1 Jack Lisowski - Judd Trump 3–2 Tom Ford - Kyren Wilson 3–1 Barry Hawkins - Jack Lisowski 1–3 Mark Williams - Kyren Wilson 2–3 Tom Ford - Judd Trump 2–3 Jack Lisowski | - Mark Selby 0–3 Barry Hawkins - Jack Lisowski 0–3 Tom Ford - Mark Selby 3–2 Mark Williams - Barry Hawkins 3–2 Tom Ford - Judd Trump 1–3 Kyren Wilson - Mark Selby 3–0 Kyren Wilson - Mark Williams 1–3 Barry Hawkins | - Mark Selby 3–1 Tom Ford - Jack Lisowski 3–1 Barry Hawkins - Mark Williams 3–2 Tom Ford - Kyren Wilson 3–0 Jack Lisowski - Judd Trump 3–0 Barry Hawkins - Kyren Wilson 0–3 Mark Williams - Judd Trump 3–0 Mark Selby |

### Tableau
| Pos. | Joueur        | J | G | P | Fp | Fc | D  |                                               |
| ---- | ------------- | - | - | - | -- | -- | -- | --------------------------------------------- |
| 1    | Judd Trump    | 6 | 4 | 2 | 15 | 8  | +7 | Qualification pour les play-offs du groupe 4. |
| 2    | Mark Selby    | 6 | 4 | 2 | 12 | 10 | +2 | Qualification pour les play-offs du groupe 4. |
| 3    | Mark Williams | 6 | 3 | 3 | 12 | 12 | 0  | Qualification pour les play-offs du groupe 4. |
| 4    | Kyren Wilson  | 6 | 3 | 3 | 11 | 11 | 0  | Qualification pour les play-offs du groupe 4. |
| 5    | Barry Hawkins | 6 | 3 | 3 | 11 | 12 | -1 | Qualification pour le groupe 5.               |
| 6    | Tom Ford      | 6 | 2 | 4 | 13 | 14 | -1 | Élimination de la compétition.                |
| 7    | Jack Lisowski | 6 | 2 | 4 | 8  | 15 | -7 | Élimination de la compétition.                |

### Play-offs
|  | Demi-finales au meilleur des 5 manches | Demi-finales au meilleur des 5 manches |   |  | Finale au meilleur des 5 manches | Finale au meilleur des 5 manches |  |
|  |                                        |                                        |   |  |                                  |                                  |  |
|  | Judd Trump                             | 3                                      |   |  |                                  |                                  |  |
|  | Kyren Wilson                           | 2                                      |   |  |                                  |                                  |  |
|  |                                        |                                        |   |  | Judd Trump                       | 3                                |  |
|  |                                        | Mark Selby                             | 0 |  |                                  |                                  |  |
|  | Mark Selby                             | 3                                      |   |  |                                  |                                  |  |
|  | Mark Williams                          | 2                                      |   |  |                                  |                                  |  |

## Groupe 5 (10–11 février)[9]

### Matchs
| - Ronnie O'Sullivan 3–0 Joe Perry - Barry Hawkins 1–3 Ali Carter - Ronnie O'Sullivan 3–0 Kyren Wilson - Mark Selby 2–3 Mark Williams - Joe Perry 2–3 Ali Carter - Mark Selby 2–3 Kyren Wilson - Mark Williams 3–1 Barry Hawkins | - Ronnie O'Sullivan 3–1 Ali Carter - Barry Hawkins 1–3 Joe Perry - Kyren Wilson 1–3 Ali Carter - Ronnie O'Sullivan 3–1 Mark Selby - Kyren Wilson 3–2 Mark Williams - Mark Selby 2–3 Barry Hawkins - Mark Williams 0–3 Joe Perry | - Kyren Wilson 3–1 Barry Hawkins - Mark Williams 1–3 Ali Carter - Kyren Wilson 3–2 Joe Perry - Mark Selby 0–3 Ali Carter - Ronnie O'Sullivan 1–3 Mark Williams - Mark Selby 3–1 Joe Perry - Ronnie O'Sullivan 1–3 Barry Hawkins |

### Tableau
| Pos. | Joueur            | J | G | P | Fp | Fc | D  |                                               |
| ---- | ----------------- | - | - | - | -- | -- | -- | --------------------------------------------- |
| 1    | Ali Carter        | 6 | 5 | 1 | 16 | 8  | +8 | Qualification pour les play-offs du groupe 5. |
| 2    | Ronnie O'Sullivan | 6 | 4 | 2 | 14 | 8  | +6 | Qualification pour les play-offs du groupe 5. |
| 3    | Kyren Wilson      | 6 | 4 | 2 | 13 | 13 | 0  | Qualification pour les play-offs du groupe 5. |
| 4    | Mark Williams     | 6 | 3 | 3 | 12 | 13 | -1 | Qualification pour les play-offs du groupe 5. |
| 5    | Joe Perry         | 6 | 2 | 4 | 11 | 13 | -2 | Qualification pour le groupe 6.               |
| 6    | Barry Hawkins     | 6 | 2 | 4 | 10 | 15 | -5 | Élimination de la compétition.                |
| 7    | Mark Selby        | 6 | 1 | 5 | 10 | 16 | -6 | Élimination de la compétition.                |

### Play-offs
|  | Demi-finales au meilleur des 5 manches | Demi-finales au meilleur des 5 manches |   |  | Finale au meilleur des 5 manches | Finale au meilleur des 5 manches |  |
|  |                                        |                                        |   |  |                                  |                                  |  |
|  | Ronnie O'Sullivan                      | 2                                      |   |  |                                  |                                  |  |
|  | Kyren Wilson                           | 3                                      |   |  |                                  |                                  |  |
|  |                                        |                                        |   |  | Kyren Wilson                     | 3                                |  |
|  |                                        | Mark Williams                          | 2 |  |                                  |                                  |  |
|  | Ali Carter                             | 1                                      |   |  |                                  |                                  |  |
|  | Mark Williams                          | 3                                      |   |  |                                  |                                  |  |

## Groupe 6 (12–13 février)[10]
Bien qu'il a terminé en 2e position du groupe 5, Ronnie O'Sullivan s'est retiré du tournoi.

### Matchs
| - David Gilbert 3–0 Liang Wenbo - Anthony McGill 3–2 Joe Perry - Liang Wenbo 2–3 Li Hang - Mark Williams 0–3 Ali Carter - David Gilbert 2–3 Anthony McGill - Mark Williams 3–1 Li Hang - Anthony McGill 1–3 Liang Wenbo | - Joe Perry 0–3 Ali Carter - Anthony McGill 3–1 Li Hang - David Gilbert 3–2 Joe Perry - Ali Carter 3–1 Li Hang - Mark Williams 3–2 Liang Wenbo - Mark Williams 0–3 Joe Perry - David Gilbert 0–3 Ali Carter | - Joe Perry 3–1 Li Hang - Anthony McGill 3–2 Ali Carter - David Gilbert 3–2 Li Hang - Mark Williams 2–3 Anthony McGill - Ali Carter 3–2 Liang Wenbo - Mark Williams 3–1 David Gilbert - Joe Perry 2–3 Liang Wenbo |

### Tableau
| Pos. | Joueur         | J | G | P | Fp | Fc | D   |                                               |
| ---- | -------------- | - | - | - | -- | -- | --- | --------------------------------------------- |
| 1    | Ali Carter     | 6 | 5 | 1 | 17 | 6  | +11 | Qualification pour les play-offs du groupe 6. |
| 2    | Anthony McGill | 6 | 5 | 1 | 16 | 12 | +4  | Qualification pour les play-offs du groupe 6. |
| 3    | David Gilbert  | 6 | 3 | 3 | 12 | 13 | -1  | Qualification pour les play-offs du groupe 6. |
| 4    | Mark Williams  | 6 | 3 | 3 | 11 | 13 | -1  | Qualification pour les play-offs du groupe 6. |
| 5    | Joe Perry      | 6 | 2 | 4 | 12 | 13 | -1  | Qualification pour le groupe 7.               |
| 6    | Liang Wenbo    | 6 | 2 | 4 | 12 | 15 | -3  | Élimination de la compétition.                |
| 7    | Li Hang        | 6 | 1 | 5 | 9  | 17 | -8  | Élimination de la compétition.                |

### Play-offs
|  | Demi-finales au meilleur des 5 manches | Demi-finales au meilleur des 5 manches |   |  | Finale au meilleur des 5 manches | Finale au meilleur des 5 manches |  |
|  |                                        |                                        |   |  |                                  |                                  |  |
|  | Mark Williams                          | 2                                      |   |  |                                  |                                  |  |
|  | Ali Carter                             | 3                                      |   |  |                                  |                                  |  |
|  |                                        |                                        |   |  | Ali Carter                       | 3                                |  |
|  |                                        | Anthony McGill                         | 2 |  |                                  |                                  |  |
|  | David Gilbert                          | 1                                      |   |  |                                  |                                  |  |
|  | Anthony McGill                         | 3                                      |   |  |                                  |                                  |  |

## Groupe 7 (29–30 mars)[11]

### Matchs
| - Yan Bingtao 3–1 Kurt Maflin - Neil Robertson 1–3 Joe Perry - Mark Williams 3–1 Kurt Maflin - David Gilbert 3–1 Anthony McGill - Neil Robertson 2–3 Yan Bingtao - Mark Williams 2–3 Anthony McGill - Neil Robertson 3–2 Kurt Maflin | - David Gilbert 3–2 Joe Perry - Neil Robertson 0–3 Mark Williams - Yan Bingtao 3–1 Joe Perry - Mark Williams 3–1 David Gilbert - Anthony McGill 3–1 Kurt Maflin - Anthony McGill 1–3 Joe Perry - Yan Bingtao 3–1 David Gilbert | - Mark Williams 3–2 Joe Perry - Neil Robertson 2–3 David Gilbert - Yan Bingtao 3–1 Mark Williams - Neil Robertson 1–3 Anthony McGill - David Gilbert 3–0 Kurt Maflin - Yan Bingtao 3–1 Anthony McGill - Joe Perry 3–2 Kurt Maflin |

### Tableau
| Pos. | Joueur         | J | G | P | Fp | Fc | D   |                                               |
| ---- | -------------- | - | - | - | -- | -- | --- | --------------------------------------------- |
| 1    | Yan Bingtao    | 6 | 6 | 0 | 18 | 7  | +11 | Qualification pour les play-offs du groupe 7. |
| 2    | Mark Williams  | 6 | 4 | 2 | 15 | 10 | +5  | Qualification pour les play-offs du groupe 7. |
| 3    | David Gilbert  | 6 | 4 | 2 | 14 | 11 | +3  | Qualification pour les play-offs du groupe 7. |
| 4    | Joe Perry      | 6 | 3 | 3 | 14 | 13 | +1  | Qualification pour les play-offs du groupe 7. |
| 5    | Anthony McGill | 6 | 3 | 3 | 12 | 13 | -1  | Élimination de la compétition.                |
| 6    | Neil Robertson | 6 | 1 | 5 | 9  | 17 | -8  | Élimination de la compétition.                |
| 7    | Kurt Maflin    | 6 | 0 | 6 | 7  | 18 | -11 | Élimination de la compétition.                |

### Play-offs
|  | Demi-finales au meilleur des 5 manches | Demi-finales au meilleur des 5 manches |   |  | Finale au meilleur des 5 manches | Finale au meilleur des 5 manches |  |
|  |                                        |                                        |   |  |                                  |                                  |  |
|  | Yan Bingtao                            | 0                                      |   |  |                                  |                                  |  |
|  | Joe Perry                              | 3                                      |   |  |                                  |                                  |  |
|  |                                        |                                        |   |  | Joe Perry                        | 1                                |  |
|  |                                        | Mark Williams                          | 3 |  |                                  |                                  |  |
|  | Mark Williams                          | 3                                      |   |  |                                  |                                  |  |
|  | David Gilbert                          | 1                                      |   |  |                                  |                                  |  |

## Groupe des vainqueurs (31 mars–1eravril)[12]

### Matchs
| - Judd Trump 1–3 Zhou Yuelong - John Higgins 3–1 Mark Williams - Zhou Yuelong 2–3 Graeme Dott - Kyren Wilson 1–3 Ali Carter - John Higgins 3–1 Graeme Dott - Judd Trump 3–0 Ali Carter - John Higgins 3–0 Zhou Yuelong | - Kyren Wilson 3–2 Mark Williams - Judd Trump 3–1 John Higgins - Mark Williams 2–3 Graeme Dott - Judd Trump 2–3 Kyren Wilson - Zhou Yuelong 1–3 Ali Carter - Mark Williams 3–1 Ali Carter - Kyren Wilson 2–3 Graeme Dott | - Judd Trump 1–3 Mark Williams - John Higgins 3–0 Kyren Wilson - Judd Trump 0–3 Graeme Dott - John Higgins 3–0 Ali Carter - Kyren Wilson 3–2 Zhou Yuelong - Graeme Dott 3–0 Ali Carter - Mark Williams 3–1 Zhou Yuelong |

### Tableau
| Pos. | Joueur        | J | G | P | Fp | Fc | D   |                                                            |
| ---- | ------------- | - | - | - | -- | -- | --- | ---------------------------------------------------------- |
| 1    | John Higgins  | 6 | 5 | 1 | 16 | 5  | +11 | Qualification pour les play-offs du groupe des vainqueurs. |
| 2    | Graeme Dott   | 6 | 5 | 1 | 16 | 9  | +7  | Qualification pour les play-offs du groupe des vainqueurs. |
| 3    | Mark Williams | 6 | 3 | 3 | 14 | 12 | +2  | Qualification pour les play-offs du groupe des vainqueurs. |
| 4    | Kyren Wilson  | 6 | 3 | 3 | 12 | 15 | -3  | Qualification pour les play-offs du groupe des vainqueurs. |
| 5    | Judd Trump    | 6 | 2 | 4 | 10 | 13 | -3  | Élimination de la compétition.                             |
| 6    | Ali Carter    | 6 | 2 | 4 | 7  | 14 | -7  | Élimination de la compétition.                             |
| 7    | Zhou Yuelong  | 6 | 1 | 5 | 9  | 16 | -7  | Élimination de la compétition.                             |

### Play-offs
|  | Demi-finales au meilleur des 5 manches | Demi-finales au meilleur des 5 manches |   |  | Finale au meilleur des 5 manches | Finale au meilleur des 5 manches |  |
|  |                                        |                                        |   |  |                                  |                                  |  |
|  | Mark Williams                          | 3                                      |   |  |                                  |                                  |  |
|  | Graeme Dott                            | 0                                      |   |  |                                  |                                  |  |
|  |                                        |                                        |   |  | Mark Williams                    | 2                                |  |
|  |                                        | Kyren Wilson                           | 3 |  |                                  |                                  |  |
|  | John Higgins                           | 2                                      |   |  |                                  |                                  |  |
|  | Kyren Wilson                           | 3                                      |   |  |                                  |                                  |  |

## Centuries
- 147 (1), 136, 132, 127, 112  Stuart Bingham
- 144 (5), 137, 137, 133, 109, 108, 101  Mark Selby
- 144 (3), 110, 104, 100  Zhao Xintong
- 143 (V), 142, 142, 136, 135, 133, 132, 130, 129, 128, 126, 126, 124, 123, 121, 116, 113, 110, 107, 105, 103, 100, 100  Kyren Wilson
- 143 (2), 138, 103  Gary Wilson
- 142 (4), 131, 131, 113, 101  Tom Ford
- 142, 104, 104  Matthew Selt
- 141, 135, 106, 103  Graeme Dott
- 141, 115, 111, 109, 106, 104, 102  Ali Carter
- 140, 132, 125, 124, 122, 114, 102  Ronnie O'Sullivan
- 139 (7), 138 (6), 134, 133, 131, 127, 127, 122, 120, 114, 114, 110, 108, 106, 106, 105, 103, 102  Mark Williams
- 138, 137, 131, 131, 120, 116, 115, 108, 102, 102, 100  Judd Trump
- 137, 131, 127, 119, 112, 112, 105, 105, 104, 103, 101, 100  John Higgins
- 133, 118, 111, 105, 105, 101, 100  David Gilbert
- 133  Kurt Maflin
- 131, 131, 125, 113, 110  Zhou Yuelong
- 130, 122, 103  Scott Donaldson
- 128, 125  Yan Bingtao
- 123, 116, 113, 110, 109, 101  Anthony McGill
- 120, 114, 109, 107  Joe Perry
- 114  Barry Hawkins
- 107, 106, 105, 105  Thepchaiya Un-Nooh
- 105, 104, 100, 100  Neil Robertson
- 104  Jack Lisowski

Les meilleurs breaks de chaque groupe figurent en gras avec le groupe entre parenthèses.